# Mengenillidae
Mengenillidae (лат.) — семейство насекомых из отряда веерокрылых (Strepsiptera). 4 рода и 13 видов.

## Описание
Средиземноморье, Юго-Восточная Азия, Восточная Азия, Австралия. Лапки самцов 5-члениковые, а у самок состоят из 2 или 3 члеников. Усики самцов 6-члениковые, а у самок состоят из 4 или 5 сегментов. У самцов передние крылья с длинной жилкой MA1. Самки, самцы и последняя стадия личинок свободноживущие. Представители родов Mengenilla и Eoxenos паразитируют на Zygentoma: Lepismatidae; хозяева рода Congoxenos неизвестны.

## Классификация
Выделяют 3 подсемейства, 4 рода и 13 видов:
- Congoxeninae
  - Congoxenos Kinzelbach, 1972
    - C. stami — ?C. mendesi
- Iberoxeninae
  - Eoxenos Peyerimhoff, 1919 [syn. Iberoxenos Bolivar & Pieltain, 1926]
    - E. laboulbenei
- Mengenillinae
  - Mengenilla Hofeneder, 1910[4] [syn. Austrostylops, Mengenillopsis, Tetrozocera]
    - M. arabica — M. australiensis — M. chobauti — M. gracilipes — M. kaszabi — M. leucomma — M. marikovskii — M. moldrzyki — M. orientalis — M. parvula — M. sinensis